# Dirk d'Haemers
Dirk d'Haemers (Gent, 8 januari 1975) is een Belgisch voormalig wielrenner. Hij liep stage bij Lotto en Mapei, maar wist bij beide ploegen geen contract te krijgen.

## Belangrijkste overwinningen
1993
- Belgisch kampioen op de weg, Junioren

1995
- De Drie Zustersteden

1997
- 3e etappe Ronde van Namen

## Grote rondes
Geen